# Rái cá Nhật Bản
Rái cá Nhật Bản (tiếng Nhật: ニ ホ ン カ ワ ウ ソ (日本 川 獺 ー, Hệ phiên âm La-tinh Hepburn: Nihon-kawauso) (Lutra nippon) là một loại rái cá đã tuyệt chủng trước đây phổ biến ở Nhật Bản. Có niên đại từ những năm 1880, nó thậm chí còn được nhìn thấy ở Tokyo. Dân số đột ngột giảm vào những năm 1930 và loài động vật có vú này gần như biến mất. Kể từ đó, nó chỉ được phát hiện vài lần, vào năm 1964 ở Biển Nội địa Seto và ở Biển Uwa vào năm 1972 và 1973. Lần nhìn thấy chính thức cuối cùng là ở phần phía nam của tỉnh Kōchi vào năm 1979, khi nó được chụp ảnh ở cửa sông Shinjo ở Susaki. Sau đó nó được xếp vào loài "Cực kỳ nguy cấp" trong Sách đỏ Nhật Bản. Vào ngày 28 tháng 8 năm 2012, rái cá sông Nhật Bản chính thức được Bộ Môi trường tuyên bố tuyệt chủng. Nó là biểu tượng động vật chính thức của tỉnh Ehime. Vào tháng 2 năm 2017, một con rái cá hoang dã đã bị bắt trên máy ảnh trên đảo Tsushima, tỉnh Nagasaki. Tuy nhiên, người ta không biết con rái cá được quan sát có phải là rái cá sông Nhật Bản hay không.

## Phân loại
Một số nghiên cứu di truyền đã gợi ý rằng rái cá sông Nhật Bản nên được coi là một loài riêng biệt Lutra nippon hơn là một phân loài của Lutra lutra. Tuy nhiên, việc phân loại lại này thường chưa được chấp nhận trong trường hợp không có xác minh thêm.

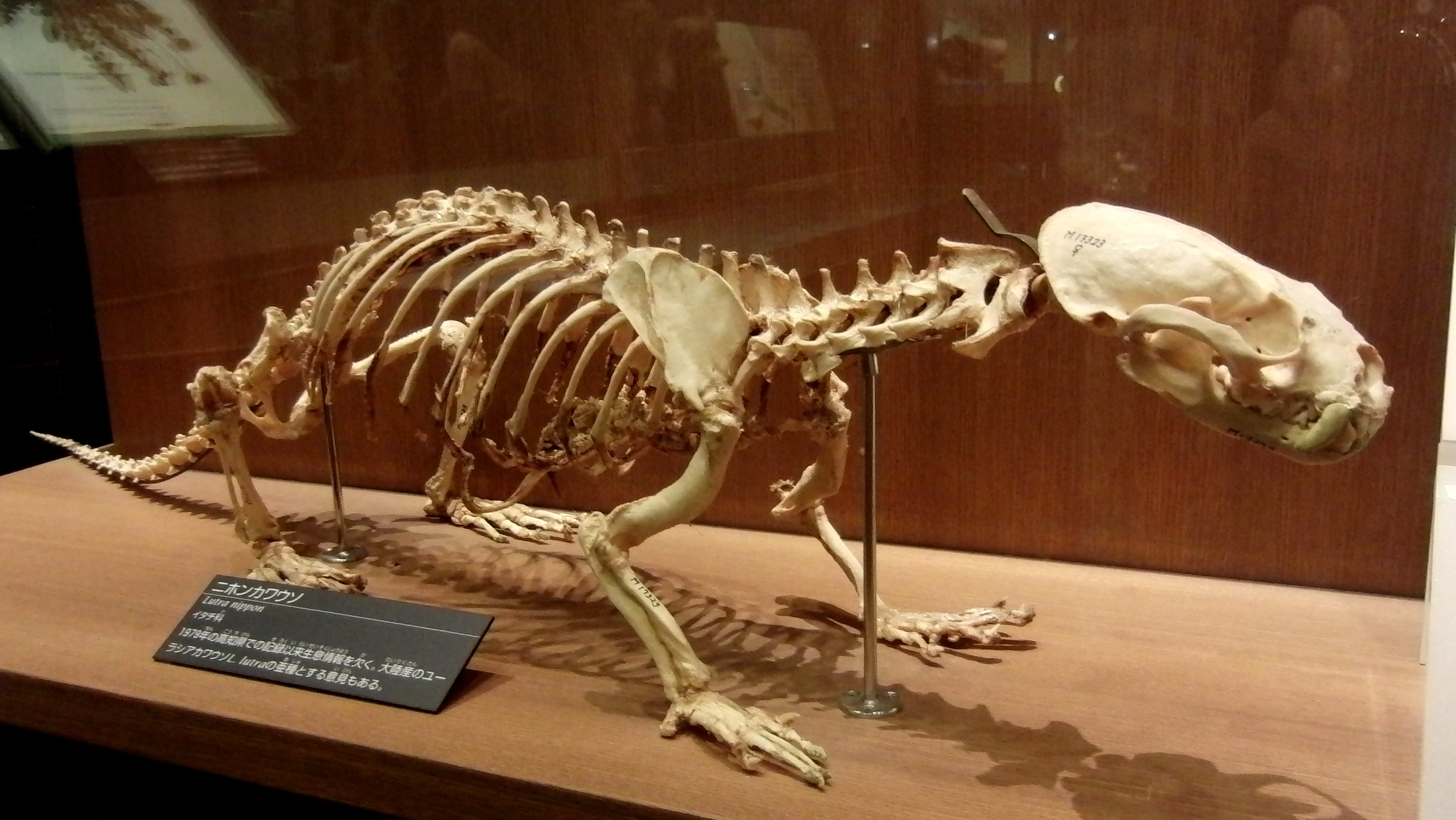
Bộ xương rái cá sông Nhật Bản. Triển lãm tại Bảo tàng Tự nhiên và Khoa học Quốc gia, Tokyo

## Miêu tả
Khi trưởng thành hoàn toàn, một con rái cá sông Nhật Bản dài từ 65 đến 80 cm (25,5 và 31,5 in), với đuôi dài 45 đến 50 cm (17,5 đến 19,5 in). Nó có một bộ lông màu nâu sẫm dày và tươi tốt với bàn chân có màng ngắn. Ngoài ra rái cá sông có hai loại / bộ lông. Dữ liệu cho thấy rái cá sông sẽ rụng toàn bộ lông từ tháng 5 đến tháng 8. Sau khi rụng lớp lông dưới, rái cá rụng lông bảo vệ từ tháng 8 đến tháng 11. Điều này cho phép chúng điều chỉnh theo mùa thay đổi. Rái cá có tuổi thọ lên đến 25 năm.

## Sinh thái và sinh học

### Thói quen
Là sinh vật sống về đêm, rái cá chỉ rời hang sau khi trời tối để kiếm thức ăn. Tuyên bố một lãnh thổ về dặm mười trong đường kính, nó đánh dấu khu vực với phân của nó khoảng 1-3 dặm ngoài và bộ lên ba hoặc bốn tổ dưới những tảng đá hay bụi cây bên trong. Rái cá luôn di chuyển, chỉ đến thăm mỗi hang ba đến bốn ngày một lần. Chúng được coi là trưởng thành chỉ sau một năm. Sau đó, chúng sẽ tự mạo hiểm, nhưng tiếp tục trong cô đơn trừ khi sẵn sàng giao phối.

### Sinh sản
Nhìn chung, rái cá sông Nhật Bản đã sẵn sàng sinh sản khi chúng được hai đến ba tuổi. Ngoài ra, những con đực tìm kiếm những con cái trong quá trình sinh sản. Bên cạnh đó, trong quá trình sinh sản và ngoại trừ những con đực non ở với mẹ trong khoảng hai đến ba năm cho đến khi chúng trưởng thành, những con rái cá cái và những con rái cá đực thường không sống cùng nhau. Khi rái cá đực gọi rái cá cái, nó phải cho phép nó giao phối. Nếu không, con đực sẽ chuyển sang con rái cá cái tiếp theo. Để con đực biết rằng con cái thích giao phối, con cái sẽ lăn lộn với con đực, nơi tiết ra hormone. Rái cá sông Nhật Bản có thể có từ một đến sáu con mỗi lứa. Sau khi sinh ra, những con rái cá con bị mù hoàn toàn trong một tháng, khiến chúng hoàn toàn bất lực. Rái cá cái là một người mẹ tuyệt vời; nuôi dưỡng con non đến tám giờ một ngày, cũng như dạy chúng những bài học quý giá và bảo vệ chúng. Sau khi cho con bú được khoảng bốn tháng tuổi, rái cá mẹ sẽ cho con non làm quen với thức ăn rắn và bắt đầu dạy chúng cách săn mồi.

### Chế độ ăn
Giống như hầu hết các loài rái cá, rái cá sông Nhật Bản không phải là loài đặc biệt kén ăn. Trong khi nó chủ yếu ăn cá, cua và tôm; nó cũng ăn lươn, bọ cánh cứng, dưa hấu và khoai lang. Nhiều con rái cá Nhật Bản thuộc loài này ăn khoảng 15% đến 25% trọng lượng cơ thể của chúng. Nhiều loài rái cá dành khoảng sáu giờ để tìm thức ăn vì không gian sống khó khăn và sự cạnh tranh thức ăn của chúng. Rái cá Nhật Bản được biết đến là một trong những loài ăn thịt hàng đầu trong chuỗi thức ăn dưới nước.

## Nguyên nhân tuyệt chủng
Trong quá khứ, có hàng nghìn con rái cá sông ở Nhật Bản. Bắt đầu từ thời Minh Trị, chính phủ Nhật Bản đã áp dụng chính sách gia tăng của cải và sức mạnh quân sự. Do đó, viên động vật trở nên rất có giá trị vì chúng có thể được xuất khẩu để lấy tiền. Do đó, rái cá sông Nhật Bản bắt đầu bị săn lùng khắp đất nước. Số lượng của loài này nhanh chóng giảm đi. Các quần thể đã quay trở lại một chút sau khi tạo ra các quy định săn bắn. Mặc dù vậy, ô nhiễm môi trường nước và sự phát triển của con người sau đó đã làm tổn hại đến môi trường và tài nguyên để xây dựng môi trường sống của chúng. Sự ô nhiễm này đã khiến nguồn thức ăn của chúng trở nên cạn kiệt trên các con sông, khiến chúng phải săn mồi ở những nơi nguy hiểm hơn. Những nguyên nhân này phát triển nhanh chóng, dẫn đến sự tuyệt chủng của rái cá sông Nhật Bản vào cuối thế kỷ 20.

## Nỗ lực chứng minh sự tồn tại của nó
Trong suốt những năm 1990, đã có một số nỗ lực tìm kiếm một con rái cá sông Nhật Bản còn sống sót.
Vào tháng 12 năm 1991, Bộ Môi trường Nhật Bản hợp tác với chính quyền tỉnh Kochi đã tập hợp một nhóm nghiên cứu gồm các chuyên gia và bắt đầu cuộc tìm kiếm của họ. Vào tháng 3 năm 1992, nhóm nghiên cứu đã tìm thấy lông và phân ở tỉnh Kochi và được cho là đến từ một con rái cá. Người ta cũng tìm thấy ba dấu chân và mười mẫu phân bổ sung. Sau khi phân tích mặt cắt của sợi tóc, các nhà nghiên cứu xác định rằng nó đến từ một con rái cá. Một quan chức thuộc bộ phận bảo vệ động vật hoang dã của cơ quan này tuyên bố rằng bộ tóc là "bằng chứng khoa học vững chắc xác nhận sự tồn tại của loài Rái cá Nhật Bản."
Năm 1994, các chuyên gia động vật học đã đến thăm khu vực tìm thấy phân. Họ đã phát hiện ra phần còn lại của nước tiểu của con vật, mà con vật được cho là để lại trong quá trình tán tỉnh. Chính quyền tỉnh Kochi đã thiết lập một camera hồng ngoại trong sáu tháng từ tháng 10 năm 1994 đến tháng 4 năm 1995 với nỗ lực ghi lại nó trên phim, nhưng tất cả những gì được ghi lại là động vật như lửng chó.
Trong khoảng thời gian từ ngày 4 đến ngày 9 tháng 3 năm 1996, một nhóm quan chức sở thú, quan chức chính quyền thành phố và những người yêu động vật trên khắp đất nước đã tìm kiếm rái cá sông ở những khu vực từng được tìm thấy trong quá khứ. Các khu vực như vậy bao gồm các khu vực ven biển ở Susaki, các khu vực dọc theo sông Niyodo chảy qua Sakawacho và Inocho, và các khu vực ven biển dọc theo sông Shimanto. Không có bằng chứng về sự tồn tại của con vật được tìm thấy.
Trong số này, việc một nghệ sĩ địa phương nhìn thấy ở Kochi với bản phác thảo chi tiết được Yoshihiko Machida, giáo sư danh dự tại Đại học Kōchi, cho là "rất đáng tin cậy" vào năm 2009. Tiến sĩ Machida cũng chỉ ra rằng các nghiên cứu trước đây của tỉnh chỉ được giới hạn ở các khu vực ven biển và do đó không làm đầy đủ định nghĩa về các loài đã tuyệt chủng của IUCN. Về vấn đề này, một cuộc khảo sát đã được thực hiện bởi tỉnh Ehime vào năm 2014, ghi nhận một số lần nhìn thấy gần đây.
Vào tháng 2 năm 2017, một con rái cá hoang dã được quay còn sống trên đảo Tsushima ở tỉnh Nagasaki, Nhật Bản. Tuy nhiên, người ta không biết con rái cá được quan sát có phải là rái cá sông Nhật Bản hay không.

## Nghiên cứu di truyền
Nghiên cứu được thực hiện vào đầu những năm 1990 bởi Khoa Sinh học của Đại học Kochi, Nhật Bản đã tiết lộ một số sự thật thú vị về gen của rái cá sông Nhật Bản. Trong nhiều năm, người ta cho rằng rái cá sông Nhật Bản là một phân loài của rái cá Âu-Á Lutra lutra. Tuy nhiên, các nghiên cứu được thực hiện ở Đại học Kochi đã tiết lộ một điều khác biệt. Bằng cách so sánh gen Ty thể Cytochrome b của xác rái cá sông Nhật Bản được ướp xác với rái cá Âu-Á từ Latvia và Trung Quốc, người ta đã chứng minh rằng rái cá sông Nhật Bản thực sự khác biệt và do đó không phải là một loài phụ. Tên của loài rái cá sông Nhật Bản sau đó được đổi từ L. l. whiteleyi đến Lutra nippon.

## Sử dụng
Rái cá sông Nhật Bản đã được sử dụng làm thuốc để giúp chữa bệnh lao. Thông thường, một liều kéo dài khoảng 40 ngày sẽ có giá khoảng 300 đô la Mỹ. Bắt đầu từ đầu thế kỷ 20, những viên rái cá cũng được sử dụng cho mục đích quân sự. Năm 1929, chính phủ thành lập "Hiệp hội thợ săn" kêu gọi mọi người săn bắt và lột da những con rái cá này, đây là một trong những nguyên nhân chính dẫn đến sự tuyệt chủng cuối cùng của chúng.

## Trong văn hoá
Rái cá sông Nhật Bản được mệnh danh là biểu tượng động vật chính thức của tỉnh Ehime Nhật Bản, một vùng của Nhật Bản ở tây bắc Shikoku.

## Hình ảnh

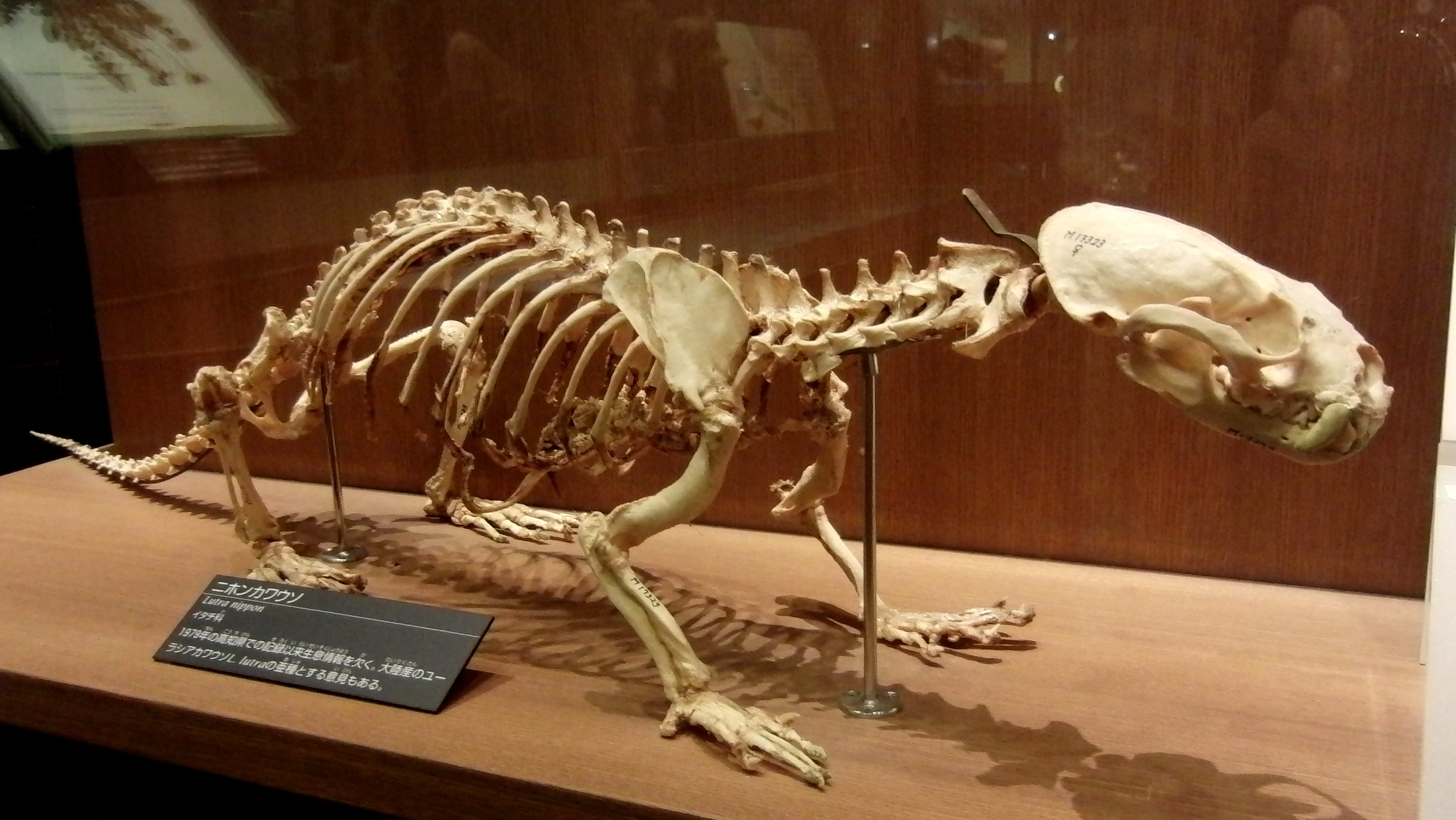